# Catedral de Nuestra Señora de la Victoria (Yaundé)
La Catedral de Nuestra Señora de la Victoria o bien Catedral de Nuestra Señora de la Victoria de Yaundé (en francés: Cathédrale Notre-Dame-des-Victoires de Yaoundé) es la catedral de la arquidiócesis de Yaundé en el país africano de Camerún. Se encuentra en el centro de la ciudad en la rotonda de la oficina central de correos. Posee una arquitectura imponente, y un gran número de asientos, con espacio para alrededor de 5.000 fieles, y un interior en forma de cruz. Después de más de 50 años de existencia, la construcción de la Catedral de Nuestra Señora de las Victorias de Yaundé aún no ha terminado. Este es uno de los lugares más significativos de la capital. Fue consagrada en 1955.